# 合理化 (心理学)
心理学における合理化（ごうりか、rationalization、rationalisation）とは言い訳（いいわけ、making excuses）とも知られ、否認の一種であり防衛機制のひとつである。満たされなかった欲求に対して、理論化して考えることにより自分を納得させることである。
問題とされている行動・感情について、その事実を述べることを避けるために、一見すると合理的で論理的な正当化して述べることである。あるいはもっともらしい手段により、意識的に許容できるものにすることである。これはまた、推論における非形式的誤謬(informal fallacy)でもある
合理化は、以下の2段階によって行われる。
1. 何らかの理由によりまず先に決定、行動、判断が行われる。もしくはまったく理由がないこともある。
2. 事実の後、行動を正当化しようとする試みとして、一見すると問題なく論理的なものを構築しようと合理化が行われる。（これは自身のためのこともあれば他人のためのこともある）。

合理化は、非合理的または容認できない行動、動機、感情を誘導し、またそれにはしばしばアドホックな仮説を伴う。 このプロセスは、完全に意識的に行われていることもあれば（たとえば他人からの嘲笑に対しての心理的防衛）、 ほとんど無意識的に行われていることもある（たとえば内面的な恥や罪悪感の意識に対しての防衛）。